# Herbulotides sao
Herbulotides sao là một loài bướm đêm trong họ Geometridae.